# Iván Rojas
Iván Rojas (El Espinal, Colombia, 24 de julio del 1997) es un futbolista colombiano. Juega como centrocampista y actualmente milita en el Once Caldas de la Categoría Primera A.

## Selección nacional
Rojas hizo parte de la Selección de fútbol de Colombia que logró el oro en los XXIII Juegos Centroamericanos y del Caribe.

### Participaciones internacionales
| Competición                               | Sede         | Resultado | Partidos | Goles |
| ----------------------------------------- | ------------ | --------- | -------- | ----- |
| Juegos Centroamericanos y del Caribe 2018 | Barranquilla | Campeones | 5        | 1     |

## Características
Se caracteriza dentro del terreno de juego por su gran manejo de balón, buena visión dentro del campo de juego y por sus recuperaciones agresivas que se convierten en parte clave de la salida del equipo.

## Clubes
| Club                        | País     | Temporadas    |
| --------------------------- | -------- | ------------- |
| Envigado F. C.              | Colombia | 2016-2022     |
| Club Independiente Santa Fe | Colombia | 2023          |
| Once Caldas                 | Colombia | 2024-presente |

## Estadísticas
| Club                                   | Div                 | Temporada           | Liga  | Liga  | Copa Nacional | Copa Nacional | Copa Internacional | Copa Internacional | Total | Total |
| Club                                   | Div                 | Temporada           | Part. | Goles | Part.         | Goles         | Part.              | Goles              | Part. | Goles |
| -------------------------------------- | ------------------- | ------------------- | ----- | ----- | ------------- | ------------- | ------------------ | ------------------ | ----- | ----- |
| Envigado F. C. · Colombia              | 1.ª                 | 2016                | 24    | 2     | 6             | 0             | -                  | -                  | 30    | 2     |
| Envigado F. C. · Colombia              | 1.ª                 | 2017                | 25    | 0     | 5             | 0             | -                  | -                  | 30    | 0     |
| Envigado F. C. · Colombia              | 1.ª                 | 2018                | 32    | 1     | 2             | 0             | -                  | -                  | 34    | 1     |
| Envigado F. C. · Colombia              | 1.ª                 | 2019                | 27    | 0     | 3             | 0             | -                  | -                  | 30    | 0     |
| Envigado F. C. · Colombia              | 1.ª                 | 2020                | 10    | 0     | 0             | 0             | -                  | -                  | 10    | 0     |
| Envigado F. C. · Colombia              | 1.ª                 | 2021                | 18    | 0     | 0             | 0             | -                  | -                  | 18    | 0     |
| Envigado F. C. · Colombia              | 1.ª                 | 2022                | 43    | 1     | 0             | 0             | -                  | -                  | 43    | 1     |
| Envigado F. C. · Colombia              | Total club          | Total club          | 179   | 4     | 16            | 0             | -                  | -                  | 179   | 4     |
| Club Independiente Santa Fe · Colombia | 1.ª                 | 2023                | 34    | 1     | 3             | 0             | 7                  | 0                  | 44    | 1     |
| Club Independiente Santa Fe · Colombia | Total club          | Total club          | 34    | 1     | 3             | 0             | 7                  | 0                  | 44    | 1     |
| Once Caldas · Colombia                 | 1.ª                 | 2024                | 24    | 1     | 2             | 1             | -                  | -                  | 26    | 2     |
| Once Caldas · Colombia                 | Total club          | Total club          | 24    | 1     | 2             | 1             | -                  | -                  | 26    | 2     |
| Total en su carrera                    | Total en su carrera | Total en su carrera | 237   | 6     | 21            | 1             | 7                  | 0                  | 237   | 7     |

## Palmarés

### Juegos Centroamericanos y del Caribe
| Título           | Club                      | País     | Año  |
| ---------------- | ------------------------- | -------- | ---- |
| Fútbol masculino | Selección Colombia Sub-21 | Colombia | 2018 |